# 反憲法学生委員会全国連合
反憲法学生委員会全国連合（はんけんぽうがくせいいいんかいぜんこくれんごう）とは、1968年（昭和43年）に結成された民族派学生組織、全国学生自治体連絡協議会（全国学協）の後継団体の一つ。「反憲-民族自立路線」の下、「戦後・近代の超克」、「真正国家創出」を目的として活動していた。略称は「反憲学連」。機関紙は『先駆者』。

## 全国学生自治体連絡協議会（全国学協）の結成
1966年（昭和41年）、左翼学生による長崎大学の西町学生会館占拠を批判し、“学園正常化”の運動を起こした学生たちが1967年（昭和42年）7月に長崎大学学生協議会（略称は「長大学協」。椛島有三議長）を結成。
これが長崎大学から九州の他大学へも広がり、1968年（昭和43年）3月に九州学生自治体連絡協議会（後に「九州学生協議会」と改称。略称は「九州学協」）が、1969年（昭和44年）5月には、九段会館に1800名の代表を集め、全国学生自治体連絡協議会（後に「全国学生協議会連合」と改称。「全国学協」）が結成された。
学協は、やがて学園紛争を生み出した「戦後」という時代そのものへの批判を開始、「米ソによる世界支配」と「日本を永久に敗戦国として固定化せんとする戦後体制」打倒の「反ヤルタ、反ポツダム論」（反YP論）を政治路線として掲げ、「核拡散防止条約」（当時は「核防条約」といった）に対しても「米ソによる核エネルギー独占支配」として、締結及び批准阻止闘争を行った。
また、本来「量的次元」に還元してはならない質的分野まで数量的、合理的に解析説明しようとする「ヨーロッパ近代」思想自体を問題とし、左翼の「反近代論」に対しても「単なる反資本主義の言い換えに過ぎない」と批判、資本主義や社会主義、国家主義等の「近代」思想を根源的に克服し、「日本人としての真の生を回復する」という「反近代・文化防衛」論を主張した。
1970年（昭和45年）11月3日には学協OBによって「日本青年協議会」（略称は「日青協」。略称が同じ「日本青年団協議会」とは全くの別組織）が結成された。これによって学生戦線に加え、新たに社会人戦線が構築され、より具体的な政治活動の基盤となった。

## 三島憲法裁判闘争と反憲学連の創出
1970年（昭和45年）11月25日、三島事件が起こる。三島由紀夫と楯の会の隊員4人は、市谷の陸上自衛隊東部方面総監部を占拠した。そして、自衛隊員に、「自らを否定する憲法」を打倒するために起ち上がるよう訴えたが、聞き入れられず、三島と楯の会学生長の森田必勝が自決した。この事件には学協のメンバー2名（古賀浩靖・小賀正義）も加わっていた。また、三島は全国学協の顧問でもあった。
この事件を機に、全国学協と日青協は、戦後体制打倒の目標を占領憲法に定め、「三島憲法裁判闘争」を展開した。三島事件を単なる刑事事件に終らせるのではなく、中曽根康弘防衛庁長官（当時）らを証人として召喚し、「占領憲法自体を裁く裁判」とすることを狙いとしたものであったが、1年有半に渡って行われた裁判ではこの狙いは果たせず、「（三島事件は）反民主主義的行為である」との判決理由により、事件関係者3名が4年間の懲役に処せられる結果となった。裁判闘争の敗北によって学協の組織全体を大きな敗北感が覆うことになった。
1973年（昭和48年）、全国学協は路線対立、組織分裂を迎える。学協の中央執行部を中心とするグループが「自立草莽・実存民族派」路線と「反米帝・民族解放」路線を採択し、上部団体である日青協を除名した。
「自立草莽・実存民族派」路線とは、かつての日共転向組の鍋山貞親や佐野学らのように左翼民俗学の「常民論」に基づき、民衆の天皇仰慕の情念を革命の手段として利用する戦術であった。また、「反米帝・民族解放」路線は、反米路線によって、第三世界、例えばPLO等との連帯共闘を主張するものであった。そして、彼らは、副島種臣によるマリア・ルス号事件における奴隷解放や戦後のインドネシア独立戦争に参加した日本兵の行為を「日本人民としての行為」とし肯定しつつも、「日本帝国主義を打倒する」として、これら以外の近代日本の歩みを否定する方針を採った。
一方、同グループ以外の学生たちは、従来の「反YP論」を止揚した「反憲・民族自立路線」を採択し、1974年（昭和49年）3月日本青年協議会の下に新たに反憲法学生委員会全国連合（略称は「反憲学連」）を結成した。
「反憲」路線とは、三島事件を「三島義挙」と位置づけ、その精神を継承し、占領憲法をこそ戦後体制の象徴と捉えて、全ての政治運動を反憲運動に収斂させる方針を言う。また「民族自立」路線とは、民族の〈原像〉に基づき、戦後・近代がもたらしたとする「擬制秩序」を解体し、「真正国家」創出を目指すこととされる。
ちなみに「民族自立」の「自立」とは、元々は吉本隆明の言葉で、「啓蒙」や「外部からのイデオロギーの注入」という次元でしか「思想」を捉えることのできない近代知識人の限界を乗り越え、思想を内在的に発想していく営為のことである。吉本にとって、“自立”とは、大衆の存在を自らの思想過程のうちに繰り込むことであった（但し、反憲学連の言う「民衆の原像」は、吉本の言うような単なる「大衆の生活史総体」ではない）。

## 反憲学連の目指すもの
反憲学連の理論は、三島由紀夫、小田村寅二郎、葦津珍彦、谷口雅春等の影響を受けていると言われている。
反憲学連は、戦前（特に昭和初期以降）の教条的な「忠君愛国」的ナショナリズム（新兵を虐め、戦死者の遺族へ一掬の涙も許さなかった軍部に代表される）を、権力によって「揚げ底化」され、「体制化」された「体制ナショナリズム」（擬制秩序）であると批判し、連合軍の占領政策に対する日本国民の抵抗を不十分にした原因もここにこそ起因すると分析している。また、占領憲法を中心に作られた戦後日本の秩序を「新たな擬制の始まり」とし、これを解体して、「自立的ナショナリズム」に基づく、真正国家、道義国家の建設をこそ目指さなければならないとしている。
反憲学連は、明治維新を「“自立”によって達成された最大の民族的変革」と主張、幕末（慶応4年・明治元年）に隠岐の島島民3000人が松江藩郡代の権力を武装蜂起によって自ら排除した、いわゆる「隠岐の島コミューン」を変革の雛形の一つに挙げている。即ち、自らを天皇に直属する「朝廷の愛民」として把握し、幕藩体制の身分秩序を相対化した彼らの決起にこそ「権力を媒介としない自立的ナショナリズムの昂揚を見る」とともに「“民族自立”のもたらす変革の原像を見ることが出来る」というのである。そして、これに倣い、一君万民の平等意識と共生感に満たされる真正な秩序と政治共同体を創出するとしている。
また、具体的な政治制度については、現在は議会制民主主義を支持しているが、「単純多数の数の論理だけで下される決定方法が必ずしも正しい答えを導き出すとは限らない」として、これを絶対視しているわけではない。
経済制度については、今日の日本のような、資本主義的な自由経済と社会主義的な累進課税・社会保障制度等の組み合わせを支持しているが、「人々の欲望に基づく競争原理だけで決定される需給関係」を克服するためには、「国民全体の倫理、道義を確保するための“国家の精神的な基礎”が必要」と主張している。
天皇の存在については、(1)文化共同体としての日本国家（三島由紀夫の言う「祭祀的国家」や権藤成卿の言う「社稷」のようなもの）の中心として宮中の伝統祭祀を厳修し、国民の平等意識や共生感の源泉となると同時に、(2)体制・機構としての国家（三島由紀夫の言う「統治的国家」のようなもの。他国の侵略や犯罪等から国民を保護すると同時に、納税、兵役、遵法等の義務を国民に課す）の師表として、政府諸機関を倫理的、道義的に導く存在としている。要するに、天皇は、行政の組織や制度が救済できない社会的な弱者にも生きる希望や勇気を与える存在であり、また裁判官や議員、その他の公務員は、天皇の裁判所、天皇の議会、天皇の政府を担う矜持を持つことによって、より公正な裁判、公正な議論、公正な業務を行うことができるというのである（米国における建国の理念やプロテスタンティズムの伝統への忠誠、タイにおける国王の権威や仏教信仰等と同様に、国民の道徳的な高みを維持するために大きな役割を果たしているという意味）。
また、安全保障政策については、現状では日米安全保障条約を肯定する立場だが、最終的には「反安保」を志向している。実現の過程としては、まずは現状の「片務条約」を「双務条約」に改定し、やがて日本の国防力とこれを支える法制度や国民意識が一定の水準に達した段階で、安保条約は破棄されるものとしている（現在の自衛隊の戦略は米軍の来援を前提としたものであり、装備は米軍の装備を補完する内容でしかなく、安保の即時破棄は不可能という立場）。
アジア政策については、戦前の「玄洋社」などの運動への憧憬を持っているためか、「アジア主義」的な志向が強い。東南アジア諸国や台湾は勿論、韓国、そして北朝鮮や中国でさえも将来は連帯すべき対象と考えられている。但し、北朝鮮や中国の現政権には極めて厳しく批判的である。
最終的には、北朝鮮・中国の共産党政権が崩壊し、「チベット・東トルキスタン・南モンゴル・台湾等の独立容認」、「反日政策の停止」等が実現されれば、日米安保条約を破棄し、代わりにアジア安保のようなものを構想しているようである。

## 反憲総路線と反憲的解釈改憲路線
反憲学連の中核的戦略路線は、左・右からの護憲-近代化路線を克服する「反憲総路線」で、1973年（昭和48年）に採択された。
「右からの近代化」とは、確たる国家戦略もなきままに「自衛隊合憲論」等で占領憲法を現実的に解釈し、現実と憲法の矛盾を暫定的に埋めていきつつ、経済優先コースを進める自民党、財界による路線（ブルジョア・ヘゲモニー）である。当初「憲法改正」を志向した自由民主党は、岸内閣の終焉以降、国家主権に関する重大な案件を先送りし、永久繁栄の幻想に立った「大衆消費社会」を現出せしめるに至っている。
また、「左からの近代化」とは、「非軍事化」や「政教分離」、「人権条項の強化」等の点で憲法条文を左翼的解釈に基づいて実質化し、これを社会主義革命の手段とする路線（プロレタリア・ヘゲモニー）である。大内兵衛も「この憲法のもとでは社会主義の第一歩をあゆみ出すことは決して不可能ではない」と明言している。
「反憲総路線」は、これら左右からの護憲-近代化路線を根源的に克服し、伝統的憲法秩序を創出しようとするものであった。
1975年（昭和50年）には、戦略路線である「反憲総路線」の下に、更に戦術路線としての「反憲的解釈改憲路線」が採択された。これは、憲法には、憲法条文（＝「法源としての憲法」）のほかに、その下にある一般法令などの「制度としての憲法」、更にそれらを支える様々な社会思想である「イデオロギーとしての憲法」が存在する（これらが合わさって広義の「憲法」を構成している）とし、これらを順次解体していく戦術である。
この路線は、民族派、愛国派の一部にあった「悲憤慷慨」的な改憲運動とは大きくその性格を異にしていた。すなわち、従来の民族派、愛国派の運動は、憲法が変わらなければ「首相の靖国参拝もできない」「自衛隊も違憲である」「天皇は元首でない」「大嘗祭も斎行できない」とし、現実的には不可能な憲法改正の即時実現を主張する極めて「原則主義」「待機主義」的な側面が強かったが、「反憲的解釈改憲路線」は、これらの運動とは政治的な力点の置き方が大きく異なっているのである。

## 主戦場としての「象徴天皇制」
反憲的解釈改憲路線が着目するのは、次の一点である。
占領憲法の条文には、日本を弱体化せんとする連合軍とこれに抵抗した日本国民の力関係がほぼ正確に反映されており、条文自体は極めて妥協的な、曖昧な内容となっている。よって、憲法解釈は、時々の政府、議会の政治的な力関係や、それらとリンクする様々な社会運動等によって大きく左右に移動してきたのであった（左翼勢力は既に早くからこのことに気づき、自衛隊違憲訴訟や地鎮祭訴訟等を各地で積極的に行い、憲法解釈を大きく左へ牽引する戦術をとっていた）。
すなはち、占領憲法の条文の表現の曖昧さに着目すれば、その下で制定される一般法や諸制度（制度としての憲法）の内容如何によって憲法条文の解釈にも明らかに影響を与えることができる。伝統的国体の立場に立った一般法の制定もしくは諸制度の整備がなされれば、憲法条文の解釈を着実に国体的な立場に近づけることができるのである。要するに「制度としての憲法」「イデオロギーとしての憲法」が変革されれば、かつての原則主義的「改憲論者」が、「憲法が変わらなければ実現できない」と悲憤慷慨していた大抵のことが実現できるというのだ。
路線論文には次のようにある。
「如何にラディカルな反憲思想であれ、それが観念の世界に留まる限りは、単なる抽象的な思想に過ぎない。しかしながら、それが解釈論及び個別闘争とリンクせしめられる時、それは『制度としての憲法』を具体的に変革し得る、現実的な力を持った反憲思想に転化する」
そして、「イデオロギーとしての憲法」「制度としての憲法」が変革され、憲法条文の解釈が伝統的国体の立場に大きく旋回し、これが国民多数の合意を得られる時期が到来した時点で、はじめて条文改正（＝「法源としての憲法」の解体）の実現に踏み切ることができるというのである。この路線は、自民党の現状追認的な「解釈改憲論」とは異なる、占領憲法解体の志向性を明確に持った正に反憲的な「解釈改憲」路線なのである。
その後の反憲学連は、他の民族派、愛国派団体とともに直ちに元号法制化運動に取り組み、同法は昭和54年に成立した。元号法制化の実現によって、憲法第1章の解釈は、「（既に元首ではなく）象徴でしかない天皇」（「メクラ判を押すだけのロボット」宮澤俊義）から「日本国と国民の象徴であらせられる天皇」へと大きな変貌を遂げた。憲法の条文は一字一句変わっていなくとも、「象徴天皇制」の意味は劇的に伝統的国体寄りに転換したのである。
以来、民族派、愛国派陣営は結束して同様の路線を取り、「自衛隊法」の改正、「国旗国歌法」の制定、「教育基本法」の改正等を次々と勝ち取り、憲法条文の解釈を次第に転換させることに成功している。

## 反憲学連の活動
1974年（昭和49年）に反憲学連が結成された後の最初の大きな運動は、皮肉にも改憲政党であるはずの自由民主党との闘いであった。占領憲法を改正するために結成された自由民主党は、その目的を次第に忘却し、1976年（昭和51年）には、政府-自民党主催で憲法記念日の記念行事を開催しようとしたのである。日青協は直ちに「政府主催憲法記念式典糾弾全国統一行動」を自民党ホールで開催、また、反憲学連は同日自民党本部に侵入し、その一角を占拠、ビル正面の外壁に「政府主催憲法記念式典を糾弾する」との大垂れ幕を垂らしたのであった。多くの検挙者を出しながらも集会は貫徹された。
反憲学連は、「全社会的ビューロクラシー構造の最も弱い輪」であり、「イデオロギー的統合の中核として最も重要な輪」である教育界と大学に「反憲の知的、思想的ヘゲモニーを確立していく」とし、1976年（昭和51年）の秋季には、「戦後30年か。昭和50年か」を思想テーマに、「天皇陛下御在位50年奉祝奉祝運動」を展開した。これは、1945年の敗戦で日本は新国家に生まれ変わった（八月革命説）のか、敗戦を乗り越えて日本の国体は護持され続けてきたのか、を問う運動であり、反憲学連は後者の立場から、「天皇陛下御在位50年奉祝奉祝シンポジウム」や式典を全国の大学で開催した。また、左翼の「天皇戦犯論」に対しては、東京裁判批判で応酬し、大分大学、九州大学、長崎大学等では、式典を襲撃した完全武装の全国反帝学生評議会連合（反帝学評。社青同解放派の学生組織）の戦闘部隊に武装して応戦し、いずれも撃退している（乱闘の模様が「毎日新聞」等で報じられた）。京都大学では、式典を終えて武装を解除し学内を行進している反憲学連を、突如武装覆面の新左翼部隊が襲撃、反憲の活動家1名が重体（後に死亡）となる事件も起きている。反憲側は機関紙で復仇を訴えていたが、その後京大で表立った報復事件等は確認されていない。
御在位50年奉祝運動の後、反憲学連は元号法制化運動に取り組み、学内では「元号廃止＝西暦一本化」を主張する教授への糾弾闘争（反憲の主張は元号、西暦の併用であった）を闘い、学外では日青協と共に地方議会への陳情活動を行っている。元号法制化推進の意見書採択決議は最終的には1000以上の自治体で挙がっているが、そのかなりの部分を彼らが担当したという。
1979年（昭和54年）のソ連によるアフガニスタン侵攻後は、今度は国防問題を主要なテーマに据え、反ソ・反安保・九条解体・民族自立闘争を展開した。「ソ連によるアフガニスタン侵略糾弾」「ポーランドの連帯支援」等を掲げ、学内では、ソ連による北海道侵略の危機を描いた映画「脅かされる北の守り」の上映会や、ポーランドの独立自主管理労働組合「連帯」幹部による講演会等を開催している。
1983年（昭和58年）9月にソ連軍の戦闘機が大韓航空の民間機を撃墜し、日本人にも多くの犠牲者が出た際には、「謝罪なき日ソ友好は欺瞞」として、「ナホトカ友好の船」入港阻止闘争や「ボリショイバレエ」公演糾弾闘争を展開した。地方議会に対しては、「自衛隊法改正」の意見書採択の陳情活動を行っている。
また、在日米軍への巡航ミサイル「トマホーク」配備に反対する左翼の反核運動に対しては、これを「一方的」と非難し、「まずトマホーク配備の原因となったソ連の戦術ミサイルSS-20の配備をこそ糾弾し、その撤去を求めるべきで、しかる後に米国へトマホーク配備の中止を求めるべき」と主張した。
1982年（昭和57年）の「第一次教科書問題」の際には、9月に全国動員をかけ、鈴木善幸首相の中国訪問を阻止すべく空港周辺で機動隊と激しく衝突した。また、誤報を訂正しない朝日新聞に対しては、本社前での社員へのビラ配や編集局への公開質問状の提出など執拗な抗議行動を展開し、訂正記事を掲載させることにも成功している。

## 「日大文理クーデター」事件と「万場烈士」事件
左翼の間で有名な、いわゆる「日大文理クーデター」事件は、1980年（昭和55年）11月18日に起こった。
日本大学文理学部で映画「脅かされる北の守り」上映会を開催しようとした日本大学反憲法学生委員会約100名（反憲学連首都圏ブロックの応援部隊を含む）と、上映会を「粉砕」すべく現れた日大文理の支配者「銀ヘル」（文理学部闘争委員会）及び学外の他セクト応援部隊約200名が対峙、「銀ヘル」側が鉄パイプを出したのを機に、反憲学連側も黒ヘルと鉄パイプで一斉に武装した。反憲側は、京大での事件を教訓に、「仲間を守るためには相手を殺傷するも已む無し」との決意を固めており、日本刀などで武装した中央委員会直属の特殊部隊まで投入していた。
気迫負けした「銀ヘル」側は撤退し、反憲側はこれを追撃、「銀ヘル追放宣言」を出した。「銀ヘル」側は、その後も学外の他セクト（ブント=共産主義者同盟ほか）を動員し、巻き返しを図ったが結局成功していない。
反憲学連は、1986年（昭和61年）には、「天皇陛下御在位60年奉祝運動」を全国の大学で大々的に展開した。
運動が終了した数日後の12月20日早朝、反憲学連近畿ブロック中堅幹部であった万場世志冶（同志社大学）が旧京都御所敷地内で自刃した。割腹の上、頚動脈を左右に切っており、「皇室と祖国の繁栄を祈る」旨の遺書が遺されていたという。
この数年は、中曽根康弘首相が、歴代首相で初めて「大東亜戦争は侵略戦争」と発言し、靖国神社への参拝も中止、また、「建国記念の日」政府式典に於いては「神武天皇建国」の意義に一切触れない事を指示した。しかし、民族派陣営は中曽根内閣への有効な反撃ができず、自らの組織力不足を思い知らされていた。
遺詠は、
「すめろぎのおほみひかりをさふるよのくもきりはらひいやちこにせむ」
「おほきみのみいつをけがすやつあらばいかづちとなりてとりひしぎてむ」
以降毎年12月20日には、万場世志冶烈士追悼慰霊祭が開催されている。
反憲学連は、以上に挙げた以外にも北朝鮮による「松生丸銃撃事件」に対する朝鮮総連への抗議行動や「第18富士山丸事件」への抗議行動、憲法-教育基本法体制解体・日教組定期大会抗議行動、中曽根似非建国式典糾弾行動、藤尾正行文相罷免糾弾行動、中・韓両国による教科書（『最新日本史』）検定への内政干渉糾弾行動等様々な活動を展開してきた。
しかし、平成に入って以降、新たな活動はまったく確認されていない。

## かつての拠点大学
| - 北海道大学 - 札幌大学 - 東北福祉大学 - 東京大学 - 早稲田大学 - 日本大学 - 國學院大學 - 青山学院大学 - 横浜市立大学 - 信州大学 - 新潟大学 - 名城大学 - 愛知学院大学 - 大阪大学 - 皇學館大學 - 京都大学 - 同志社大学 | - 京都産業大学 - 広島修道大学 - 山口大学 - 愛媛大学 - 高知大学 - 九州大学 - 福岡大学 - 九州産業大学 - 佐賀大学 - 長崎大学 - 大分大学 - 熊本大学 - 熊本商科大学 - 宮崎大学 - 南九州大学 - 鹿児島大学 |